# Лік (округ, Міссісіпі)
Шаблон:StateAbbr_ 32°45′ пн. ш. 89°31′ зх. д. / 32.75° пн. ш. 89.52° зх. д.
Округ  Лік (англ. Leake County) — округ (графство) у штаті Міссісіпі, США. Ідентифікатор округу 28079.

## Історія
Округ утворений 1833 року.

## Демографія
За даними перепису 
2000 року 
загальне населення округу становило 20940 осіб, зокрема міського населення було 3773, а сільського — 17167.
Серед мешканців округу чоловіків було 10366, а жінок — 10574. В окрузі було 7611 домогосподарств, 5566 родин, які мешкали в 8585 будинках.
Середній розмір родини становив 3,13.
Віковий розподіл населення поданий у таблиці:
| Стать    | До 15 років | 15-21 | 22-29 | 30-39 | 40-49 | 50-65 | 65-85 | Понад 85 |
| -------- | ----------- | ----- | ----- | ----- | ----- | ----- | ----- | -------- |
| Чоловіки | 2419        | 1176  | 1197  | 1444  | 1430  | 1499  | 1072  | 129      |
| Жінки    | 2236        | 1055  | 1038  | 1397  | 1444  | 1609  | 1507  | 288      |

## Суміжні округи
- Аттала — північ
- Нешода — схід
- Скотт — південь
- Медісон — захід

## Виноски
1. ↑  U.S. Decennial Census. United States Census Bureau. Архів оригіналу за 4 квітня 2018. Процитовано 6 листопада 2014.
2. ↑  Historical Census Browser. University of Virginia Library. Архів оригіналу за 30 травня 2019. Процитовано 6 листопада 2014.
3. ↑  Population of Counties by Decennial Census: 1900 to 1990. United States Census Bureau. Архів оригіналу за 28 грудня 2014. Процитовано 6 листопада 2014.
4. ↑  Census 2000 PHC-T-4. Ranking Tables for Counties: 1990 and 2000 (PDF). United States Census Bureau. Архів оригіналу (PDF) за 18 грудня 2014. Процитовано 6 листопада 2014.
5. ↑  State & County QuickFacts. United States Census Bureau. Архів оригіналу за 7 червня 2011. Процитовано 4 вересня 2013.(англ.) Наведено за англійською вікіпедією.
6. ↑  American FactFinder. Бюро перепису населення США. Архів оригіналу за 26 лютого 2012. Процитовано 31 січня 2008.

| США | Це незавершена стаття з географії США. Ви можете допомогти проєкту, виправивши або дописавши її. |